# Alectown
Alectown ist ein ländlicher Ort in New South Wales, Australien.

## Geographie
Alectown wird vom Parkes Shire verwaltet. Der Ort ist etwa 294 km vom Stadtzentrum Sydneys und 88 km von Orange entfernt. Mit 0,5 Einwohnern/km² ist der Ort sehr dünn besiedelt.

## Demographie
Mit Stand von 2021 hatte Alectown 151 Einwohner, von denen 140 die australische Staatsangehörigkeit besaßen. 5 Personen im Ort waren Aborigines.
Insgesamt 3 Menschen aus Alectown wurden in Neuseeland geboren. Weitere Einwohner, die im Ausland geboren wurden, kamen aus Südafrika (3).
Das Medianalter lag bei 49 Jahren. Das mittlere Einkommen pro Person betrug 733 Australische Dollar, das mittlere Haushaltseinkommen lag bei 1803 AUD, womit es zu den höheren Haushaltseinkommen im landesweiten Vergleich (1746 AUD) zählte.